# 驴耳王
景文王说话（韓語：경문왕 설화），或称驴耳说话（韓語：여이설화）、王的耳朵是驴耳朵（韓語：임금님 귀는 당나귀 귀）、景文大王的耳朵（韓語：경문대왕의 귀），是出自高丽王朝时代僧侣一然（1206年--1289年）所编撰的《三国遗事》中的一则故事，主人公是新罗第四十八代君主景文王。故事内容与希腊神话故事“国王长着驴耳朵”几乎一样。

## 故事内容
景文王原本是位花郎，新罗宪安王的驸马，后继承了新罗王位。他性格古怪，酷爱蛇，没有蛇就睡不好觉。每天日暮黄昏，无数的蛇会聚集在新罗王宫。他即位后，他的耳朵忽然变得像驴耳一样长。这个秘密只有为他做头巾的匠人知道。这位匠人直到临死前才敢在道林寺竹林深处无人的地方对着竹林大声喊道：“国王耳朵可长啦！和驴子一样！”匠人死后，每当风吹竹林，竹林就会发出同样的喊声。狼狈的景文王于是命人砍去了竹林，种上山茱萸。但是风吹过之后，山茱萸依然发出类似的声音：“我们的国王耳朵可长啦！”，只是把“驴子”一词去掉了。
景文王在位期间，新罗社会矛盾激化，农民起义席卷全国。《驴耳王》传说反映出当时人们对王权的轻蔑、嘲讽。:114-115:39-40